# The Avenging Conscience
The Avenging Conscience ou Thou Shalt Not Kill é um filme mudo do gênero dramático estadunidense em curta-metragem, escrito e dirigido por D. W. Griffith em 1914. O filme é baseado no conto Tell Tale Heart, de Edgar Allan Poe e o poema Annabel Lee.

## Elenco

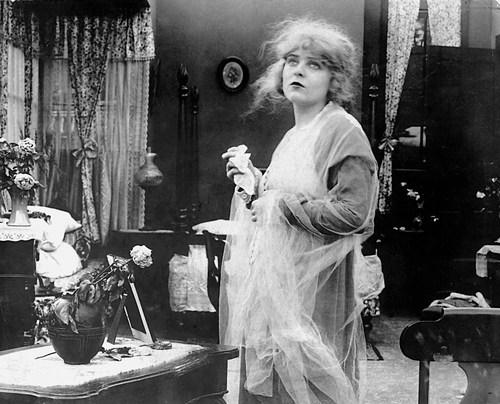
Cena de The Avenging Conscience

- Henry B. Walthall
- Blanche Sweet
- Spottiswoode Aitken
- George Siegmann
- Ralph Lewis
- Mae Marsh
- Robert Harron
- George Beranger
- Donald Crisp (não creditado)
- Josephine Crowell (não creditada)